# Чебакуль (деревня)
Чебакуль — деревня в Кунашакском районе Челябинской области. Входит в состав Саринского сельского поселения.

## География
Расположена в юго-западной части района, на берегу озера Чебакуль (на карте 1742 указано как Чебачье). Расстояние до районного центра, села Кунашака, 10 км.

## История
Деревня основана в XIX веке. Первоначально носила название Акчувашева.

## Население
| 2002 | 2010 |
| ---- | ---- |
| 367  | ↗381 |

(в 1841—179, в 1870—442, в 1939—319, в 1956—281, в 1959—352, в 1970—442, в 1983—322, в 1995—389)

## Улицы
- Берёзовая улица
- Ключевая улица
- Лесная улица
- Молодёжная улица
- Озёрная улица
- Улица Тимергазина
- Цветочная улица
- Центральная улица

## Известные уроженцы
- Тимергазин, Кадыр Рахимович - председатель Верховного Совета Башкирской АССР.